# Vergiß Venedig
Vergiß Venedig (Originaltitel: Dimenticare Venezia) ist ein italienisch-französisches Filmdrama aus dem Jahr 1979, das Franco Brusati inszenierte. Deutschsprachige Erstaufführung war einige Jahre nach der Entstehung am 4. Februar 1983.

## Handlung
Seit drei Jahren lebt Nicky mit seinem Geliebten Picchio in Mailand. Seine Schwester Marta, eine charismatische ehemalige Opernsängerin, lebt in der Villa ihrer Eltern im Veneto mit der alten Gouvernante Caterina. Bei ihr wohnen auch Anna, eine entfernte Verwandte und Claudia, eine schüchterne Lehrerin, die bei Marta ein Heim gefunden hat.
Nicky kommt zu Besuch in die Villa und versinkt in Erinnerungen an seine Kindheit. Als Picchio eintrifft, halten sie ihre Beziehung vor den anderen geheim. Alle gemeinsam verbringen einen schönen Abend in der Trattoria des Ortes, wo Nicky einem alten Jugendfreund begegnet und Marta gebeten wird, für alle zu singen. Da sie ein Herzleiden hat, ist das alles ein wenig zu anstrengend für sie, was sie jedoch die anderen nicht merken lassen will. Es wird beschlossen, am nächsten Tag das nahe Venedig zu besuchen. Als alle schon reisefertig sind, erleidet Marta einen Herzinfarkt, dem sie schließlich erliegt.
Im Schock durch diesen Trauerfall setzen sich Anna und Claudia mit ihrer Vergangenheit und ihren Ängsten auseinander. Anna, die bisher mit Claudia in sexueller Beziehung stand, verliebt sich in Picchio, der sie jedoch zurückweist. Schließlich fassen Anna und Claudia, die mit Marta ihr Heim verloren haben, Mut, ihre alten Zwänge hinter sich zu lassen und beschließen, mit Picchio nach Mailand zu gehen, um dort ein neues Leben anzufangen. Nicky hingegen beschließt, auf unbestimmte Zeit im Haus seiner Kindheit zu bleiben.

## Kritik
Das Lexikon des internationalen Films beschrieb das Werk als „ein nicht leicht zu entschlüsselnder, symbolhafter Film über Alter und Kindheit, Schuld und Verantwortung, Liebe und Vereinsamung. In einem feinziselierten Bild voller Wehmut und Sinnlichkeit reflektiert er über die Vergänglichkeit des Lebens und den Verlust von Werten in schönen Scheinwelten.“ Segnalazioni Cinematografiche sahen in diesem wie immer „sehr persönlichen Film Brusatis eine Vielfalt von Einflüssen und Strömungen unterschiedlicher Kunstformen wie Musik, Malerei, Literatur und Theater.“

## Auszeichnungen
1979 wurde der Film mit dem David di Donatello als bester Film des Jahres (ex aequo mit Christus kam nur bis Eboli und Der Holzschuhbaum) ausgezeichnet. Mariangela Melato erhielt einen Nastro d’Argento als beste Hauptdarstellerin.
Vergiß Venedig wurde 1980 für einen Oscar in der Kategorie Bester fremdsprachiger Film nominiert, konnte sich jedoch nicht gegen Die Blechtrommel durchsetzen.